# NGC 1197
NGC 1197 is een niet bestaand object in het sterrenbeeld Perseus. Het hemelobject werd op 12 september 1885 ontdekt door de Amerikaanse astronoom Lewis A. Swift.